# Лампа Томсона

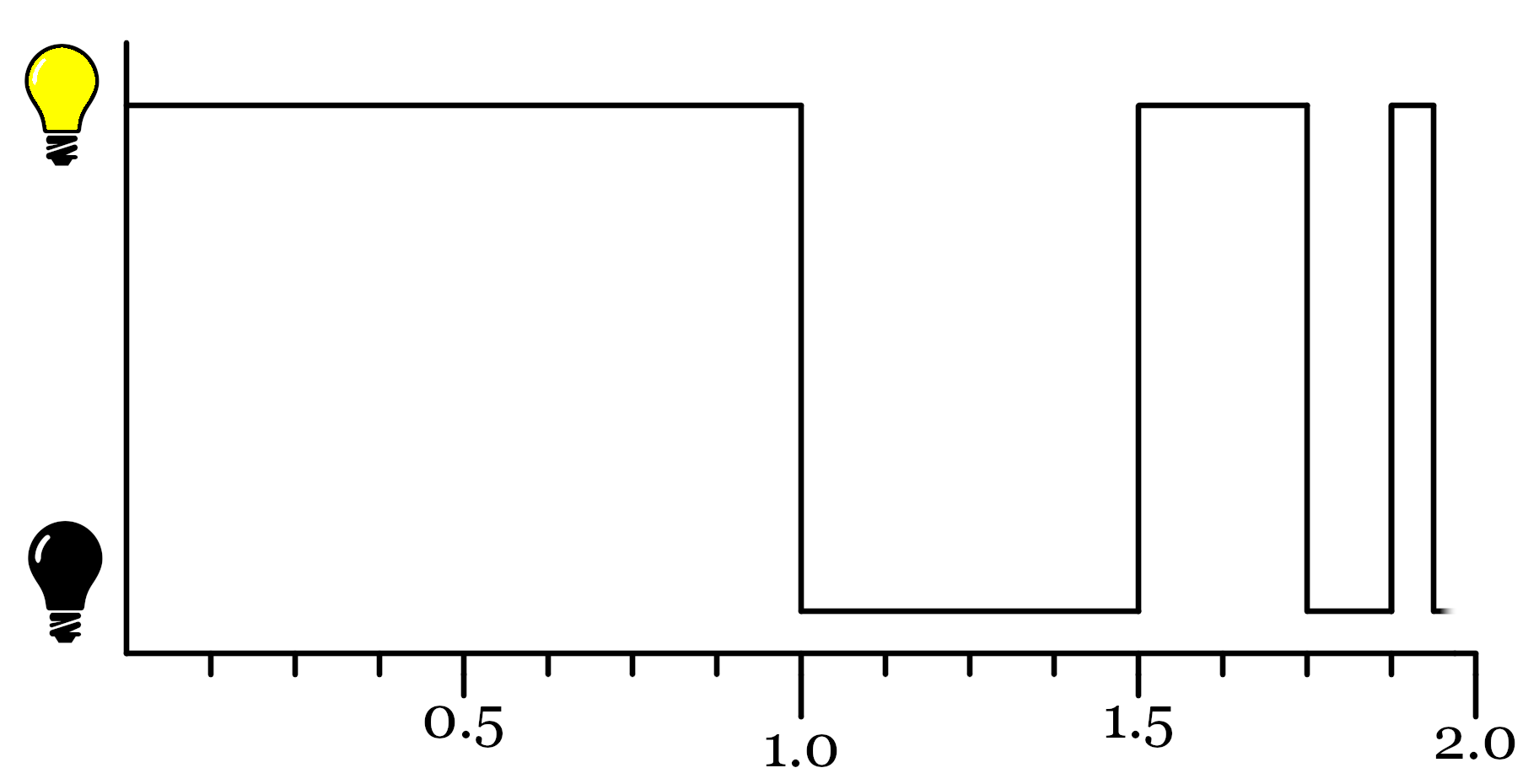
Уявний експеримент, в якому зростає інтенсивність зміни стану лампи.

Лампа Томсона - це філософська головоломка, заснована на понятті нескінченності.  Її створив у 1954 році британський філософ  Джеймсом Ф. Томсоном, який використовував її для аналізу можливості суперзадачі, тобто виконання нескінченної кількості завдань за обмежений проміжок часу.
Розглянемо лампу з перемикачем . Одноразове натискання вимикача вмикає лампу. Ще одне натискання вимкне лампу. Тепер припустимо, що існує істота, яка здатна виконати наступне завдання: запустивши таймер, вона вмикає лампу. Через 1 хвилину вона вимикає її. Ще через 30 секунд вона знову вмикає її. Ще через 15 секунд вона вимикає її. Через 7.5 секунд вона знову вмикає лампу та продовжує, натискаючи перемикач кожного разу після очікування рівно половини часу, який вона чекала перед тим, як натиснути його раніше. Сума цього нескінченного ряду інтервалів часу дорівнює рівно двом хвилинам. 
Розглядається таке питання: чи буде лампа ввімкнена чи вимкнена через дві хвилини? Томсон стверджував, що ця суперзадача призводить до логічного протиріччя:
Здається, що на це питання неможливо дати однозначну відповідь. Лампа не може бути ввімкнена, оскільки кожного разу після вмикання її одразу вимикали. Водночас вона не може бути вимкнена, адже спочатку її ввімкнули, а після цього кожне вимикання супроводжувалося миттєвим увімкненням. Однак лампа повинна бути або ввімкнена, або вимкнена, що створює логічне протиріччя.

## Аналогія математичних рядів
Це питання пов’язане з поведінкою ряду Гранді, тобто розбіжного нескінченного ряду.
- S = 1 − 1 + 1 − 1 + 1 − 1 + · · ·

Для парних значень n наведена скінченна сума дорівнює 1, а для непарних — 0. Іншими словами, коли n послідовно приймає значення 0, 1, 2, 3, ... , утворюється чергова послідовність {1,0,1,0,...}, яка відображає зміну стану лампи. Оскільки ця послідовність не збігається при {\displaystyle n\to \infty } до нескінченості, то нескінченний ряд також не має граничного значення.
Інший спосіб проілюструвати цю проблему - переставити ряд:
- S = 1 − (1 − 1 + 1 − 1 + 1 − 1 + · · ·)

Нескінченний ряд у дужках точно збігається з початковим рядом S . Це означає, що S = 1 − S, звідки випливає, що S = 1⁄2 . Насправді таке перетворення можна строго обґрунтувати: існують узагальнені визначення для сум рядів, які надають ряду Гранді значення 1⁄2.
Однією з цілей Томсона у його початковій статті 1954 року було відокремлення суперзадач від їхніх аналогів у вигляді числових рядів. Він пише про лампу та ряд Гранді:
Тоді питання про те, чи є лампа ввімкненою чи вимкненою… зводиться до питання: яка сума нескінченної розбіжної послідовності  

+1, −1, +1, ...?  

Математики стверджують, що ця послідовність має суму; вони кажуть, що її сума дорівнює 1⁄2. Однак ця відповідь нам не допомагає, оскільки ми не надаємо жодного сенсу твердженню, що лампа перебуває у "напівувімкненому" стані. Я розумію це так, що не існує усталеного методу для визначення того, *що саме* відбувається, коли завершується суперзадача. … Ми не можемо просто *освоїти* цю ідею лише тому, що маємо уявлення про виконання задач чи сукупності задач і знайомі з трансфінітними числами.
Пізніше він стверджує, що навіть розбіжність ряду не дає інформації про відповідну суперзадачу:
"Неможливість суперзадачі жодним чином не залежить від того, чи є деяка арифметична послідовність, яка інтуїтивно з нею асоціюється, збіжною чи розбіжною."

## Дивіться також
- Список парадоксів
- Парадокс Росса-Літтлвуда
- Апорії Зенона
- Машина Зенона